# 이익 (1629년)
이익(李翊, 1629년 ~ 1690년)은 조선의 문신이다. 본관은 우봉 이씨이다. 1652년에 문과에 급제했다. 효종 때 문과에 급제하여 사서, 지평, 정언, 수찬, 부교리 등을 지냈고 현종 때 정언, 부교리, 교리, 시독관, 수찬, 이조정랑, 헌납, 이조좌랑, 통진현감, 지평, 부수찬, 응교, 정언, 사간, 부응교, 집의, 좌부승지, 이조참의, 대사간, 병조참지, 우부승지, 호조참의, 형조참판, 공조참의, 이조참의, 대사헌 등을 했고 숙종 때 대사간, 진주목사, 승지, 한성부우윤, 경상도관찰사, 대사헌, 대사성, 예조참판, 형조판서, 지의금부사, 우참찬, 좌참찬, 이조판서, 한성부판윤, 예조판서, 강화유수, 경기도관찰사, 병조판서, 광주유수 등을 지냈다. 송시열이 귀향갈 때에 양덕에 귀향했다. 서인이 노론, 소론으로 갈라질 때에, 벼슬을 그만두고 고향으로 내려갔다. 1690년에 장흥부에서의 귀향 생활 중에 죽었다.

## 저서
- 《수교집록》 (受敎輯錄)

우봉 이씨